# Eismarsch

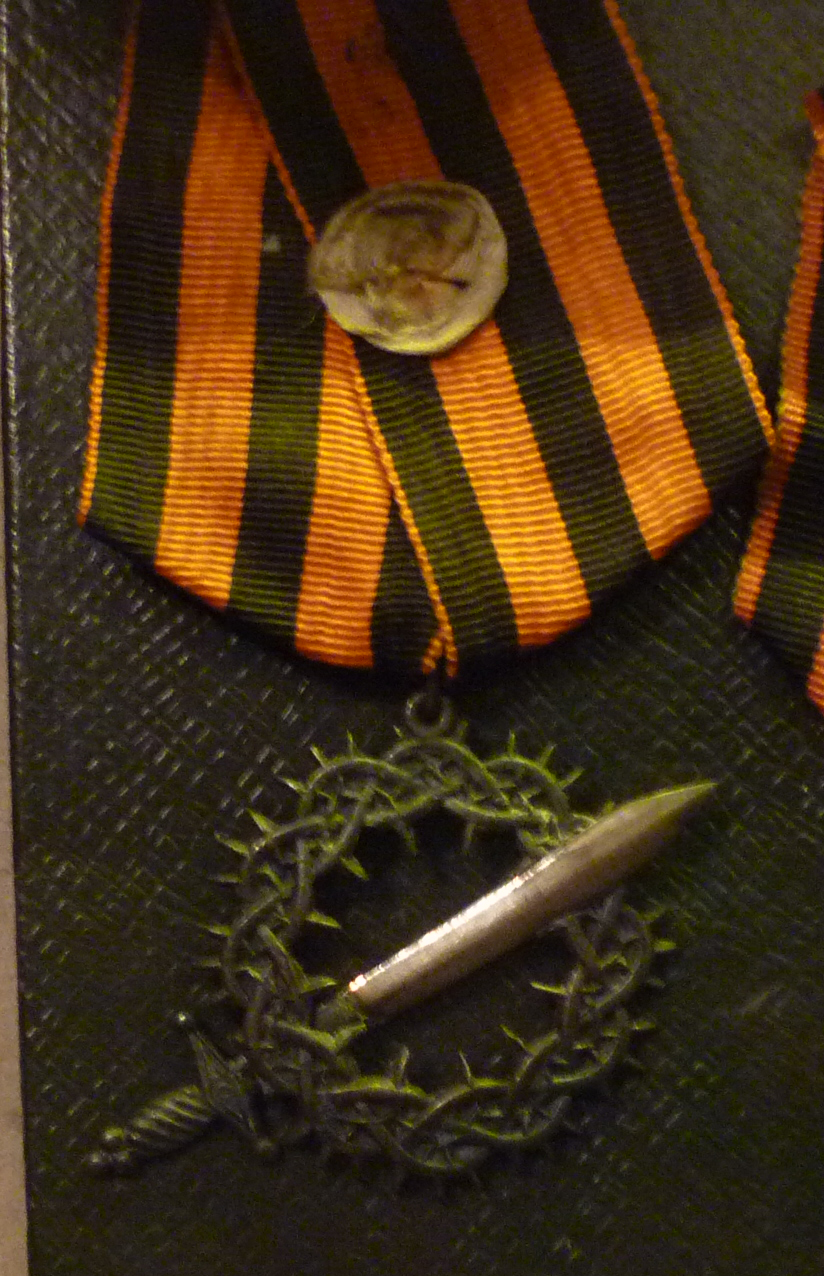
Ehrenzeichen des ersten Kubanfeldzuges, 1918 von Denikin genehmigt

Der Eismarsch (russisch: Ледяной походъ), auch Erster Kuban-Feldzug genannt (russisch: Первый кубанскій походъ), war ein militärischer Rückzug der Freiwilligenarmee unter General Lawr Kornilow während des Russischen Bürgerkriegs. Unter dem Angriff der aus dem Norden vorrückenden Roten Armee begannen die Streitkräfte der Freiwilligenarmee, die manchmal als Weiße Garde bezeichnet werden, einen Rückzug von der Stadt Rostow am Don nach Süden in Richtung Kuban, in der Hoffnung eine antibolschewistische Erhebung der dortigen Kosaken auszulösen. Der Marsch im Winter 1918 von Februar bis Mai 1918 dauerte insgesamt 80 Tage, dabei wurden 1400 Kilometer während eisiger Temperaturen zurückgelegt. Während des gesamten Marsches kam es zu Gefechten mit der Roten Armee. Nach dem gescheiterten Angriff auf Jekaterinodar und dem Tod des Anführers Kornilow wandte sich die Freiwilligenarmee wieder nach Norden zum Don.

## Vorgeschichte

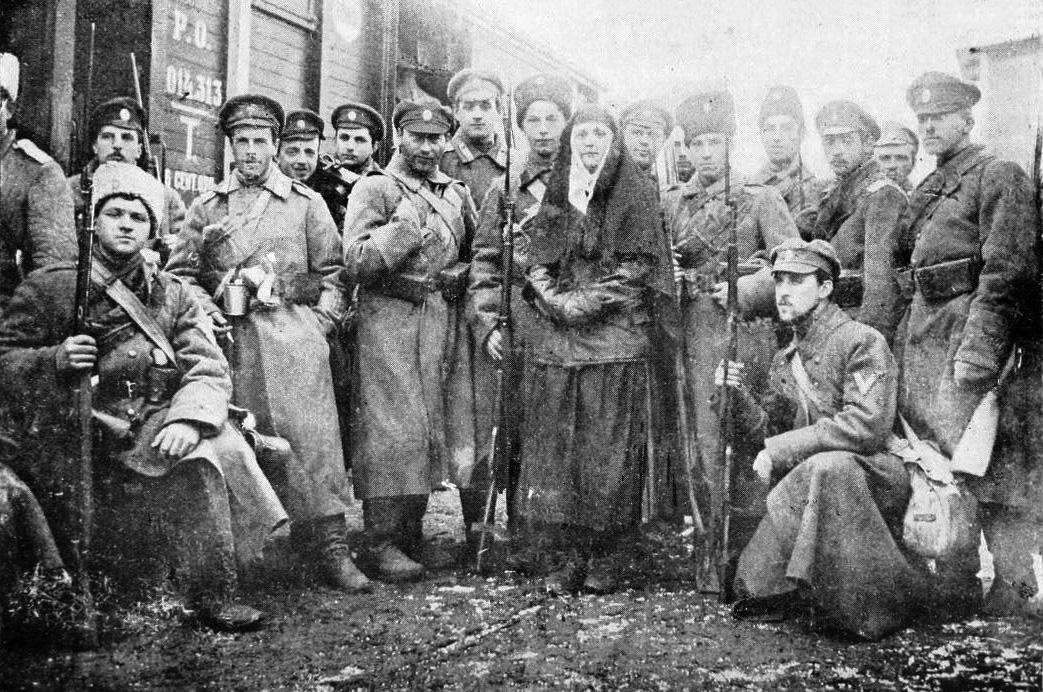
Soldaten der Freiwilligenarmee

Trotz der anfänglichen militärischen Erfolge ließ sich das Dongebiet nicht gegen die Roten halten. Der Widerstand der Kosakenarmee Alexei Kaledins gegen die Bolschewiki war zusammengebrochen. Ataman Kaledin beging am 29. Januar aufgrund der hoffnungslosen Lage Selbstmord und die versprengten Kosakenformationen zogen sich in die Steppe um den Sal zurück. Die sich erst kürzlich formierte Freiwilligenarmee befand sich somit zu Beginn des Jahres 1918 in einer schweren Situation. Rostow und Nowotscherkassk, die beiden Stützpunkte der Freiwilligenarmee, waren nicht mehr zu halten. Die Anführer der Freiwilligenarmee General Kornilow und General Michael Alexejew beschlossen sich in dieser Situation mit den Resten ihrer Armee in das Kubangebiet durchzukämpfen.

## Ziele
Kornilow und Alexejew hofften im Kubangebiet mit Unterstützung der lokalen Kubaner Kosaken um Jekaterinodar eine Basis für den Kampf gegen die Rote Armee zu schaffen. Die Ankunft der Freiwilligenarmee sollte eine antibolschewistische Erhebung unter der lokalen Bevölkerung auslösen, neben den Kubaner Kosaken setzte man auf die Völker des Nordkaukasus.

## Zusammensetzung der Freiwilligenarmee
Bei Beginn des Feldzuges im Februar setzte sich die Armee aus folgenden Gruppen zusammen:
- Kampfregiment „Kornilow“ (Oberstleutnant Neschentzjew)
- St.-Georgs-Reserve-Regiment (Oberst Kirienko) – aus einem kleinen Offizierskader, das aus Kiew eingetroffen war.
- 1., 2. und 3. Offiziersbataillon – aus Offizieren, die sich in Nowotscherkassk und Rostow eingefunden hatten (unter Oberst Alexander Kutepow, die Oberstleutnants Borissow und Lawrentjew, später Oberst Simanowski).
- Junker-Bataillon – hauptsächlich aus den Junkerschulen der Hauptstadt und Kadetten. (Stabskapitän Parfenow)
- Rostower Freiwilligenregiment (Generalmajor Borowskij) – aus der studentischen Jugend von Rostow.
- Zwei Kavalleriedivisionen unter Oberst Wassili Hoerschelmann und Peter Wladimir von Glasenapp.
- Zwei Artilleriebatterien – hauptsächlich aus Junkern und Offizieren der Artillerieschule. (Oberstleutnants Miontschinski und Jerogin).
- Sogenannte „Todesdivision“ der Kaukasischen Division (Oberst Schirjajew)
- Eine Reihe weiterer kleiner Einheiten, darunter die „Meereskompanie“ (Hauptmann 2. Ranges Potemkin), eine Ingenieurkompanie, ein tschechoslowakisches Ingenieurbataillon und mehrere Freischärlereinheiten, die sich nach ihren Kommandeuren benannten.

## Verlauf

Route der Freiwilligenarmee während des Eismarsches

Vom ursprünglichen Plan, die in Rostow konzentrierten Truppen per Eisenbahn nach Jekaterinodar zu verlegen, musste nach der Eroberung des Eisenbahnknotenpunkts Bataisk durch die Bolschewiki am 14. Februar abgewichen werden. Nach dem Fall von Bataisks drohte die Freiwilligenarmee in Rostow von Süden her eingeschlossen zu werden. Ohne zu zögern, wurde der Abmarsch nach Süden beschlossen. Dabei wurden zahlreiche Verwundete in Rostow zurückgelassen. Zu diesem Zeitpunkt setzte sich die Truppe aus 3423 Mann zusammen, darunter 36 Generäle, 2320 Offiziere, 437 Junker und 630 gemeine Soldaten. Auch medizinisches Personal und Flüchtlinge vor den Bolschewiki, darunter Abgeordnete der Duma, gehörten zum Treck. Nach dem Übersetzen über den Don und nach einer Reorganisation des Heeres in Olginskaja begann der Marsch nach Süden. Man entschied sich gegen einen Rückzug in die östliche Steppe wie das Heer der Donkosaken, aufgrund der unzureichenden Verteidigungsmöglichkeiten und der wenigen verstreuten Siedlungspunkte, die eine Aufsplitterung der Einheiten bedeutet hätten. Dahingegen hoffte man bei einem Marsch zum Kuban auf die Sympathien der einheimischen Bevölkerung. Außerdem befand sich zu diesem Zeitpunkt das regionale Zentrum der Region, die Stadt Jekaterinodar, noch nicht in der Hand der Bolschewiki. Kurze Zeit später wurde der Plan jedoch wieder verworfen und man marschierte nach Südosten. Die einheimische Bevölkerung der Kosaken in den Stanizen südlich des Dons verhielt sich größtenteils neutral, sie wollte nicht in den Konflikt zwischen Roten und Weißen hineingezogen werden. Da Kornilow zukünftig auf sie als Standbein seiner Armee setzte, wurden jedoch Requisitionen verboten. Nachdem die Marschrichtung anfangs entlang einer Bahnstrecke nach Südosten geführt hatte, traf Kornilow in Metschetinskaja durch neueste Erkenntnisse über die militärische Situation umgestimmt die Entscheidung, doch wieder zum Kuban zu marschieren. Zu Ungunsten der Freiwilligenarmee wirkte sich die Entscheidung des Donkosaken-Atamans Pjotr Popow aus, nicht mit ihnen nach Süden zu ziehen. Damit gingen der Freiwilligenarmee dringend benötigte zusätzliche Kavalleristen verloren. Hinter Jegorlykskaja endete das Gebiet der Donkosaken. Vor der Freiwilligenarmee begann das Gebiet Stawropol, in dem sich zahlreiche örtliche Räte gebildet hatten und die Freiwilligen auf eine feindselige Bevölkerung trafen. Ortschaft um Ortschaft musste erstürmt werden. Die Freiwilligenarmee erlitt dabei zahlreiche Verluste. Zusätzlich mussten sie gegen die winterlichen Bedingungen in der Steppe ankämpfen. Das örtliche Eisenbahnnetz wurde von Rotgardisten mittels Panzerzügen kontrolliert, daher mussten die Eisenbahnstationen umgangen werden. Jede Überquerung einer Bahnlinie wurde durch die Möglichkeit des Auftauchens eines Panzerzuges zu einem Risiko. Kurz vor Erreichen des Ziels fiel Jekaterinodar am 14. März 1918 an die Bolschewiki. General Kornilow entschied, die Stadt im Sturm zu nehmen. Um jedoch den Feind zu verwirren, sollte die Stadt umgangen und von Südwesten aus angegriffen werden. Südlich der Stadt wurden die Reihen der Freiwilligenarmee mit zahlreichen Flüchtlingen aus Jekaterinodar aufgefüllt. Die Truppenstärke erreichte 6000 Mann. Vom Süden aus setzte die Armee am 9. April westlich von Jekaterinodar über den Kuban und begann mit dem Angriff auf die überraschten Verteidiger. Ohne vorherige Aufklärung begann der Sturm auf die Stadt. Den zahlenmäßig weit überlegenen Verteidigern gelang es, sämtliche Angriffe der Weißen zurückzuschlagen. Am 13. April fiel Kornilow während eines Artilleriebeschusses. Sein Nachfolger General Anton Denikin befahl den Abbruch der Angriffe und den Rückzug nach Norden.

## Folgen
Der Eismarsch verfehlte sowohl sein militärisches als auch sein politisches Ziel. Weder gelang es, Jekaterinodar zu erreichen, bzw. nach dem Fall die Stadt zurückzuerobern, noch löste das Erscheinen der Freiwilligenarmee am Kuban einen antibolschewistischen Aufstand aus. Dafür führte der Eismarsch zu einer Konsolidierung der Weißen Bewegung in Südrussland. Der Roten Armee war es nicht gelungen, die konterrevolutionären Kräfte im Süden Russlands zu zerschlagen. Die Überlebenden des Eismarsches bildeten den Kern des antibolschewistischen Widerstandes der kommenden Jahre des Bürgerkrieges.

## Sonstiges
Im Roman von Artjom Wesjoly handelt ein Kapitel vom Eismarsch. Er selbst kämpfte im Bürgerkrieg auf Seiten der Bolschewiki gegen die Weißen Truppen Denikins.